# The Gates Mixed Plate
Albums de Tech N9ne
The Lost Scripts of K.O.D.
(2010) Seepage
(2010)
Singles
1. O.G.
Sortie : 29 juin 2010
2. Jumpin' Jax
Sortie : 29 juin 2010
3. KC Tea
Sortie : 21 juillet 2010

The Gates Mixed Plate est le onzième album studio du rappeur Tech N9ne, sorti le 27 juillet 2010, et le troisième de la série Collabos.
L'album s'est classé 1er au Top Independent Albums, 4e au Top Rap Albums, 5e au Top R&B/Hip-Hop Albums et 13e au Billboard 200.

## Liste des titres
| No  | Titre                                                                               | Contient un (des) sample(s) de                    | Durée |
| --- | ----------------------------------------------------------------------------------- | ------------------------------------------------- | ----- |
| 1.  | Ms. Walker / Brooklyn Martino (Intro)                                               |                                                   | 0:16  |
| 2.  | O.G.                                                                                |                                                   | 3:17  |
| 3.  | F U Pay Me (featuring Krizz Kaliko et Makzilla)                                     |                                                   | 3:59  |
| 4.  | Gamer (featuring Kutt Calhoun et Krizz Kaliko)                                      |                                                   | 4:13  |
| 5.  | Jumpin' Jax (featuring Stevie Stone, Krizz Kaliko et Bishop Young Don)              |                                                   | 4:58  |
| 6.  | Keep It One Hunit (featuring Big Scoob, Glasses Malone & Irv Da Phenom)             |                                                   | 4:12  |
| 7.  | Pow Pow (featuring Kutt Calhoun, Mon. E.G. The Ghostwriter, Riv Locc et Tay Diggs)  |                                                   | 5:17  |
| 8.  | Harvey Dent                                                                         | On to the Next One de Jay-Z featuring Swizz Beatz | 2:49  |
| 9.  | Tony G (Intro)                                                                      |                                                   | 0:13  |
| 10. | What's Next (featuring Craig Smith, Krizz Kaliko et Oobergeek)                      |                                                   | 4:11  |
| 11. | Afterparty (featuring Kutt Calhoun et Devin the Dude)                               |                                                   | 4:09  |
| 12. | Too Many Girls (featuring Krizz Kaliko et Sundae)                                   |                                                   | 4:22  |
| 13. | Pu Wah Wah (interprété par 816 Boyz)                                                |                                                   | 4:20  |
| 14. | Sean Tyler (Intro)                                                                  |                                                   | 0:13  |
| 15. | KC Tea (featuring Krizz Kaliko)                                                     |                                                   | 4:02  |
| 16. | JT Quick (Intro)                                                                    |                                                   | 0:23  |
| 17. | Oh You Didn't Know (featuring Irv Da Phenom et The Popper)                          |                                                   | 4:13  |
| 18. | Far Out (featuring J.L. of B. Hood, P.R.E.A.C.H. et Stevie Stone)                   |                                                   | 4:38  |
| 19. | Paper with Brian B Shynin (Intro) (featuring Jay Rock, Joe Vertigo et Krizz Kaliko) |                                                   | 4:02  |
| 20. | Loud (featuring Alan Wayne tha Pradagy, Bizzy et Irv Da Phenom)                     |                                                   | 4:50  |
| 21. | Need More Angels with Prayer by Brother K.T. (featuring Irv Da Phenom)              |                                                   | 4:52  |

| 22. | Doin' It (featuring Chillest Illest, OME et Yukmouth) | 3:41 |

| 23. | What's Yo Psycho? (featuring Brotha Lynch Hung et Sundae) | 4:34 |